# Rocky-Mountain-Schwertlilie
Die Rocky-Mountain-Schwertlilie (Iris missouriensis) ist eine Pflanzenart aus der Gattung der Schwertlilien (Iris) innerhalb der Familie der Schwertliliengewächse (Iridaceae).

## Merkmale
Die Rocky-Mountain-Schwertlilie ist eine ausdauernde, Rhizom-Pflanze, die Wuchshöhen von 25 bis 60 Zentimeter erreicht. Die Blätter sind 3 bis 7 (selten bis 10) Millimeter breit, sommergrün, blassgrün gefärbt und länger oder kürzer als der Stängel. Die 2 bis 3 Blüten haben einen Durchmesser von 4 bis 8 Zentimeter und sind blassblau, lila bis tiefblau. Die Hängeblätter sind stark purpurlila geadert und messen 3,7 bis 7 × 1,2 bis 3,2 Zentimeter. Ihr Platte weist oft einen gelben Mittelfleck auf. Die Domblätter messen 3,6 bis 7 × 0,5 bis 1,2 Zentimeter. Die Perigonröhre ist 0,5 bis 1,2 Zentimeter lang. Der Durchmesser der Kapsel ist beinahe rund. Ihre 6 Kanten sind gleichmäßig entfernt.
Die Blütezeit reicht von Mai bis Juni.

## Vorkommen
Die Rocky-Mountain-Schwertlilie kommt im nordwestlichen Amerika vom südöstlichen British Columbia bis Kalifornien und Nord-Mexiko im Süden und Südwest-Alberta und Montana im Osten vor. Sie wächst in Feuchtwiesen und an den Ufern sommertrockener Bäche in Höhenlagen von 10 bis 3000 Meter.

## Nutzung
Die Rocky-Mountain-Schwertlilie wird selten als Zierpflanze genutzt. Sie ist seit spätestens 1880 in Kultur.

## Belege
- Eckehart J. Jäger, Friedrich Ebel, Peter Hanelt, Gerd K. Müller (Hrsg.): Rothmaler Exkursionsflora von Deutschland Band 5 Krautige Zier- und Nutzpflanzen. Spektrum Akademischer Verlag, Berlin Heidelberg 2008, ISBN 978-3-8274-0918-8.